# Leila Denmark
Leila Alice Denmark, z d. Daughtry (ur. 1 lutego 1898 w Portal w stanie Georgia, zm. 1 kwietnia 2012 w Athens) – amerykańska lekarka, pediatra, współtwórczyni szczepionki przeciwko pałeczce krztuśca, znana również z długowieczności. W chwili śmierci w wieku 114 lat i 60 dni była 4. na liście najstarszych żyjących osób na świecie oraz 3. w rankingu najstarszych osób w Stanach Zjednoczonych. Obecnie na liście najstarszych ludzi w historii zajmuje 179. miejsce.

## Życiorys

### Wczesne lata
Urodziła się jako trzecie z dwanaściorga dzieci burmistrza miasta Portal, Ellerbee Daughtry’ego i Alice Cornelii z d. Hendrix. Wychowywała się na farmie rodziców. W 1922 uzyskała bakalaureat w Tift College w Forsyth (Georgia) i podjęła pracę nauczycielki w Acworth (Georgia). Wkrótce za namową przyjaciela z dzieciństwa, Johna Eustace’a Denmarka, podjęła studia medyczne w Kolegium Medycznym w Augusta. Dyplom lekarza uzyskała w czerwcu 1928 (jako trzecia w historii tej uczelni kobieta) i kilka dni później wyszła za mąż za Denmarka.

### Kariera medyczna
Młodzi małżonkowie osiedlili się w Atlancie, gdzie Leila pracowała początkowo w Grady Hospital, a następnie dziecięcym Egleston Hospital. Od 1931 prowadziła prywatną praktykę. W 1932 zajmowała się epidemią krztuśca, w wyniku której w Georgii zmarło 75 osób. Badania Denmark, dzięki którym udało się jej wyleczyć m.in. własną córkę, Mary Alice (ur. 1930), pozwoliły na wyprodukowanie szczepionki przeciwko pałeczce krztuśca (Bordetella pertussis). Rezultaty swoich badań opisała na łamach pisma „American Journal of Diseases of Children” (Studies in Whooping Cough: Diagnosis and Immunization – 1936, Whooping Cough Vaccine – 1942). Za zasługi w tej dziedzinie otrzymała w 1935 Fisher Award.
W 1945 przeniosła się do Sandy Springs, gdzie nadal prowadziła praktykę pediatryczną.
W 1971 opublikowała książkę Every Child Should Have a Chance (wielokrotnie później wznawianą). Zawarła w niej swoją filozofię postępowania z dziećmi, m.in. jako jedna z pierwszych lekarzy zwróciła uwagę na szkodliwość palenia tytoniu w obecności dzieci. Krytykowała również przyjmowanie narkotyków oraz picie kawy i alkoholu przez kobiety w ciąży. Za niezdrowe uznawała picie mleka krowiego, jak również soków, które zalecała zastępować owocami.
Była wielokrotnie nagradzana. M.in. w 1953 otrzymała w Atlancie tytuł „Kobiety roku”, a w 2000 honorowy doktorat Emory University.
Jej mąż, z zawodu bankier, zmarł w 1990 w wieku 91 lat.

### Lata późniejsze
W wieku 87 lat zamierzała przejść na emeryturę i przeniosła się do Alpharetta, ale w rezultacie nadal leczyła. Dopiero w maju 2001 zrezygnowała z pracy ze względu na kłopoty ze wzrokiem. Mając 103 lata, była najstarszym praktykującym lekarzem na świecie.
W dniu 100. urodzin w 1998 odmówiła zjedzenia tortu ze względu na wysoką zawartość cukru. Podobna sytuacja miała miejsce w dniu 103. urodzin. Wtedy to powiedziała, że od 70 lat nie je produktów z zawartością cukrów prostych (z wyjątkiem cukrów naturalnych, zawartych w owocach). Wkrótce potem napisała kolejną książkę, wydaną w 2002, zatytułowaną: Dr. Denmark Said It! • Advice for Mothers from America’s Most Experienced Pediatrician.
W wieku 106 lat przeprowadziła się do Athens, aby zamieszkać ze swoją jedyną córką, Mary Hutcherson. 1 lutego 2008 świętowała swoje 110. urodziny jako jedna z nielicznych osób, znanych nie tylko z sędziwego wieku. Według córki stan zdrowia matki znacznie pogorszył się jesienią 2008, ale następnie uległ poprawie. Oprócz córki, Denmark miała również dwóch wnuków: Stevena i Jamesa oraz dwóch prawnuków: Jake’a i Haydena.

### Śmierć
Zmarła z przyczyn naturalnych w swoim domu w Athens dwa miesiące po ukończeniu 114 lat, 1 kwietnia 2012, będąc w chwili śmierci 76. na liście najstarszych kobiet w historii, oraz 83. w rankingu najstarszych osób w ogóle. Była także najstarszą osobą w historii znaną nie tylko z racji sędziwego wieku.

## Długowieczność
Długowieczność w wypadku Leili Denmark nie była dziedziczna. Zarówno ojciec, jak i matka zmarli przed ukończeniem 65 lat. Wielu z jej dalszych krewnych zmarło na choroby serca w młodym wieku.

### Rekordy
- 27 listopada 2011 – w wieku 113 lat i 299 dni weszła do listy 100 najstarszych ludzi w historii
- 1 lutego 2012 – została pierwszą sławną osobą (znaną nie tylko z racji sędziwego wieku), która dożyła 114 lat